# 啟德發展區區域供冷系統

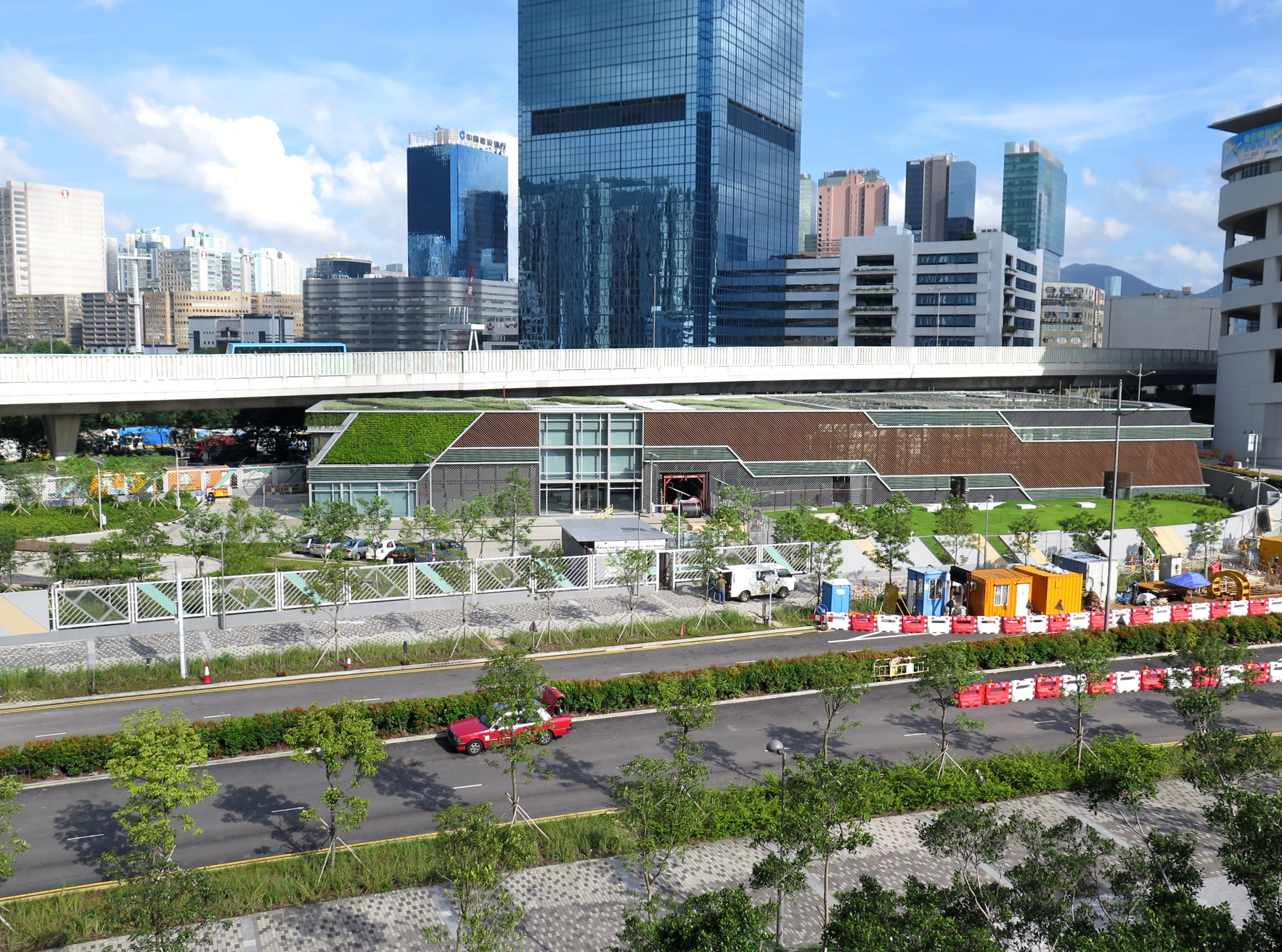
啟德發展區區域供冷系統-北廠

啟德發展區區域供冷系統為香港《啟德發展計劃》中其中一項在啟德發展區建設的基礎建設，為啟德的公共建築物提供中央水冷系統，透過配水管將水運輸至單位，配合吹風機作為空氣調節用途；此舉單位毋須安裝製冷機組，不再受到噪音、震動及熱力所影響，又可以減省放置機組及冷水塔的空間，節約能源及提高能源效益。此外，啟德發展區區域供冷系統是香港政府首項推行的區域供應冷卻系統。
啟德發展區區域供冷系統的興建工程分為3階段推行，首階段於2013年落成及運作，首先供應啟德的政府及公共建築物，至2020年全面擴展至其餘的私人建築物。啟德發展區區域供冷系統總供冷範圍約173萬平方米，足以滿足40座30層高的商業大廈。使用啟德發展區區域供冷系統比較傳統氣冷式及水塔水冷式空調系統，最高可以節省35%的耗用電力數量，即啟德每年可以節省達8,500萬度電力，相等於香港18,000個普通家庭一年的耗用電力數量，即相當於每年可以減少排放5.95萬公噸二氧化碳（相當於種植約230萬棵樹）及節省8,500萬港元電力費用。

## 工程
啟德發展區區域供冷系統的興建工程於2010年展開，機電工程署分別於啟德發展區南北兩邊興建兩座中央供冷站（後增至三座），南邊的中央供冷站建於承豐道下方，並設有海水泵房及進出口，自跑道區對出海面取用海水作冷卻；北邊的中央供冷站（位於承啟道33號，近機電工程署總部）則為一座兩層高、連一層地庫建築物，通過站外三台大型散熱機作冷卻；另外，設於承啟道、承豐道交界的第三廠亦為地上建築物，自毗鄰的啟德河淤泥清理站取用河水冷卻。透過三座中央供冷站所生產的冷凍水，將會通過地下水管網路，輸送到啟德發展區的各座用戶建築物；至於自各用戶回收的熱水，則會於啟德體育園對出及南供冷站排出海面。

## 歷史
立法會財務委員會於2000年5月通過機電工程署的撥款申請後，後者於於2001年1月委託顧問進行《東南九龍發展區區域供冷系統落實研究》，研究旨在審視推行區域供冷系統在技術、環境、法律、財政、機制、合約、基礎建設和土地用途等方面的詳細要求，並且擬訂推行計劃。
2013年2月起，啟德發展區區域供冷系統供應予啟德郵輪碼頭；同年5月起，供應予啟晴邨晴朗商場。
目前供應冷凍水予啟德郵輪碼頭、晴朗商場、工業貿易大樓、聖公會聖十架小學、保良局何壽南小學、機電工程署總部大樓、香港兒童醫院、屯馬線啟德站及宋皇臺站、文理書院（九龍）、東九龍總區總部、稅務中心、AIRSIDE、雙子匯及啟德體育園。另外，興建中的樂啟都匯及浸信會孔憲紹天虹小學，亦將接入此系統。

## 財政
啟德發展區區域供冷系統的興建工程耗資16億7,000萬港元。
使用啟德發展區區域供冷系統比較傳統氣冷式及水塔水冷式空調系統，最高可以節省35%的耗用電力數量，即啟德每年可以節省達8,500萬度電力，相等於香港18,000個普通家庭一年的耗用電力數量，即相當於每年可以減少排放5.95萬公噸二氧化碳及節省7,650萬港元電力費用啟德發展區區域供冷系統的設計壽命為30年，預計於27年之內可以達至平衡興建成本（未計算其他的利益，例如所節省的電力費用等等）。
2020年11月30日機電工程署向保華- 前海聯營批出設計、興建及營運位於啟德發展區的新增的區域供冷系統 (DCS)合約，價值32億港元

## 外部連結
- 水冷式空調系統 (WACS)
- 啟德發展區建全港首個區域性中央空調系統（页面存档备份，存于）
- 立法會環境事務委員會 在啟德發展區設立區域供冷系統（页面存档备份，存于）
- 立法會環境事務委員會 啟德發展區區域供冷系統建議收費安排的立法框架（页面存档备份，存于）
- 啟德環保供冷每方米50至70元（页面存档备份，存于） 《星島日報》 2013年9月18日